# Досконала петля

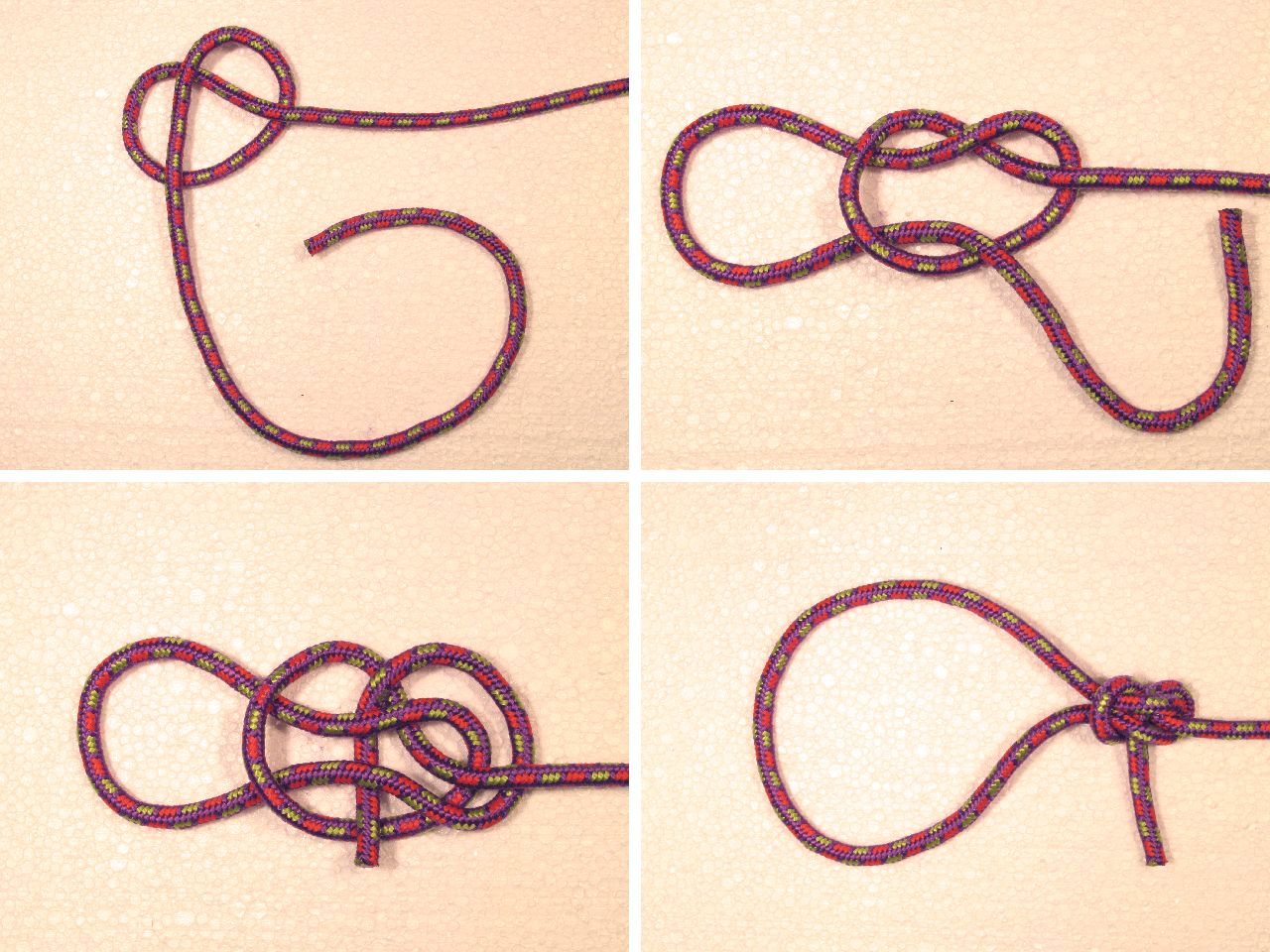
один з методів зав'язати досконалу петлю

Досконала петля (англ. Angler's Loop Angler's Loop  — «петля вудильника») — незатягувана петля. Вузол — простий, надійний, не ковзає на синтетичній волосіні. Вузол застосовується (як свідчить англійська назва Angler's loop) на риболовлі при прикріпленні гачків до волосіні, а також для кріплення гумових канатів при банджі-джампінгу. Під навантаженням петля дуже щільно затягується, і її важко розв'язати. 